# Wunsiedel (distrito)
Wunsiedel é um distrito da Alemanha, na região administrativa da Alta Francónia, estado de Baviera. Com uma área de 606,40 km² e com uma população de 83.899 habitantes (2003).

## Cidades e Municípios
| Cidades | Municípios |
| --- | --- |
| 1. Arzberg 2. Hohenberg an der Eger¹ 3. Kirchenlamitz 4. Marktleuthen 5. Marktredwitz 6. Schönwald 7. Selb 8. Weißenstadt 9. Wunsiedel | 1. Bad Alexandersbad¹ 2. Höchstädt im Fichtelgebirge¹ 3. Nagel¹ 4. Röslau 5. Schirnding¹ 6. Thiersheim¹ 7. Thierstein¹ 8. Tröstau¹ |

Cidades e municípios no Landkreis Wunsiedel

| ¹ administrado por um Verwaltungsgemeinschaft                                                                                          | |